# Rune B. Samuelsson
Rune Bertil Samuelsson, född 1930 i Korpilombolo socken, död 2007, var en svensk skogsvårdskonsulent och författare inom området jakt och hundar. Han var en stor kännare av nordiska spetsar.
Samuelsson växte upp i Pempelijärvi i Korpilombolo socken. Han utbildade sig till skogstekniker och tjänstgjorde i bland annat Överkalix och Gällivare revir. Han bodde i Gällivare en stor del av sitt liv, men flyttade några år före sin död till Segersta i Hälsingland.